# محمد منصور علی
محمد منصور علی (انگلیسی: Muhammad Mansur Ali؛ ۱۶ ژانویه ۱۹۱۷ – ۳ نوامبر ۱۹۷۵) سیاست‌مدار اهل بنگلادش بود. وی از ۲۵ ژانویه ۱۹۷۵ تا ۱۵ اوت ۱۹۷۵ نخست‌وزیر بنگلادش بود.
محمد منصور علی در ۳ نوامبر ۱۹۷۵، در سن ۵۸ سالگی در زندان درگذشت.